# Don't Let Me Be the Last to Know
Don’t Let Me Be the Last to Know (Nenech mě být poslední, kdo to ví) je čtvrtá a poslední píseň z druhého alba Oops!… I Did It Again americké zpěvačky Britney Spears, která vyšla během první čtvrtiny roku 2001.

## Informace o písni
Píseň společně napsali Robert Lange a americká country zpěvačka Shania Twain. Producentskou práci zastali Max Martin a Rami. Text je o nevyřčené lásce, o které každý ví, jenom ne osoba, která je milována.

## Videoklip
Videoklip natáčel Herb Ritts a celý se natáčel v Key Biscane na Floridě. Společně s Britney se v klipu objevuje i francouzský model Brice Durand. V klipu je mnoho milostných scén a všeobecně vyvolal v USA velké pohoršení.
Údajně tyto scény způsobily počátek konce jednoho z nejsledovanějších vztahů a to vztah Britney s Justinem Timberlakem. Nakonec se z videoklipu na žádost Lynn Spears, matky Britney musely vystříhat ty nejpikantnější a nejsexuálnější scény.
Videoklip obdržel nominaci na Billboard Music Awards v kategorii nejlepší současný klip.

## Hitparádové úspěchy
Don’t Let Me Be the Last to Know je první píseň Britney Spears, která se nedostala ani mezi TOP 100 v USA. Hlavní vinou neúspěchu bylo, že píseň byla uvolněna hlavně pro komerční účely a také, že v roce 2001 začal rapidně klesat zájem o prodejnost jednotlivých písní a začalo se rozmáhat ve vysoké míře nelegální stahování.
V mezinárodních kruzích píseň nedopadla tak špatně, ale s porovnání s jinými písněmi této zpěvačky to bylo slabé. Nejlepšího umístění se dočkala v Argentině nebo Brazílii.
Ve Velké Británii píseň neslavila příliš velký úspěch s celkovým prodejem kolem 67,000 kusů.

## Umístění ve světě
| Hitparáda         | Umístění |
| ----------------- | -------- |
| USA               | 112      |
| Austrálie         | 32       |
| Rakousko          | 7        |
| Argentina         | 9        |
| Belgie            | 13       |
| Brazílie          | 5        |
| Kanada            | 34       |
| Nizozemsko        | 16       |
| Finsko            | 17       |
| Francie           | 27       |
| Německo           | 12       |
| Irsko             | 12       |
| Indonésie         | 7        |
| Lotyšsko          | 11       |
| Mexiko            | 17       |
| Norsko            | 20       |
| Filipíny          | 1        |
| Švédsko           | 12       |
| Švýcarsko         | 9        |
| Velká Británie    | 12       |
| Světová hitparáda | 12       |